# Stephanopis
Stephanopis es un género de arañas cangrejo de la familia Thomisidae.

## Especies
- Stephanopis acanthogastra Mello-Leitão, 1929
- Stephanopis ahenea Soares & Soares, 1946
- Stephanopis altifrons O. Pickard-Cambridge, 1869
- Stephanopis angulata Rainbow, 1899
- Stephanopis antennata Tullgren, 1902
- Stephanopis armata L. Koch, 1874
- Stephanopis aruana Thorell, 1881
- Stephanopis aspera Rainbow, 1893
- Stephanopis badia Keyserling, 1880
- Stephanopis barbipes Keyserling, 1890
- Stephanopis bella Soares & Soares, 1946
- Stephanopis bicornis L. Koch, 1874
- Stephanopis borgmeyeri Mello-Leitão, 1929
- Stephanopis bradleyi Mello-Leitão, 1929
- Stephanopis cambridgei Thorell, 1870
- Stephanopis championi (F. O. Pickard-Cambridge, 1900)
- Stephanopis cheesmanae Berland, 1938
- Stephanopis clavata O. Pickard-Cambridge, 1869
- Stephanopis colatinae Soares & Soares, 1946
- Stephanopis corticalis L. Koch, 1876
- Stephanopis cristipes Kulczyński, 1911
- Stephanopis depressa Bradley, 1871
- Stephanopis ditissima (Nicolet, 1849)
- Stephanopis elongata Bradley, 1871
- Stephanopis erinacea Karsch, 1878
- Stephanopis exigua (Nicolet, 1849)
- Stephanopis fissifrons Rainbow, 1920
- Stephanopis furcillata Keyserling, 1880
- Stephanopis hystrix Mello-Leitão, 1951
- Stephanopis lata O. Pickard-Cambridge, 1869
- Stephanopis longimana Thorell, 1881
- Stephanopis macleayi Bradley, 1871
- Stephanopis macrostyla Mello-Leitão, 1929
- Stephanopis malacostracea (Walckenaer, 1837)
- Stephanopis maulliniana Mello-Leitão, 1951
- Stephanopis minuta L. Koch, 1876
- Stephanopis monticola Bradley, 1871
- Stephanopis monulfi Chrysanthus, 1964
- Stephanopis nigra O. Pickard-Cambridge, 1869
- Stephanopis nodosa (Nicolet, 1849)
- Stephanopis obtusifrons Rainbow, 1902
- Stephanopis ornata L. Koch, 1876
- Stephanopis palliolata Simon, 1908
- Stephanopis parahybana Mello-Leitão, 1929
- Stephanopis pentacantha Mello-Leitão, 1929
- Stephanopis quimiliensis Mello-Leitão, 1942
- Stephanopis quinquetuberculata (Taczanowski, 1872)
- Stephanopis renipalpis Mello-Leitão, 1929
- Stephanopis rufiventris Bradley, 1871
- Stephanopis salobrensis Mello-Leitão, 1929
- Stephanopis scabra L. Koch, 1874
- Stephanopis secata (Walckenaer, 1805)
- Stephanopis spissa (Nicolet, 1849)
- Stephanopis stelloides (Walckenaer, 1837)
- Stephanopis thomisoides Bradley, 1871
- Stephanopis trilobata Mello-Leitão, 1929
- Stephanopis tuberculata Bradley, 1871
- Stephanopis verrucosa (Nicolet, 1849)
- Stephanopis vilosa Rainbow, 1911
- Stephanopis yulensis Thorell, 1881